# Philus curticollis
Philus curticollis är en skalbaggsart som beskrevs av Maurice Pic 1930. Philus curticollis ingår i släktet Philus och familjen långhorningar.
Artens utbredningsområde är Laos. Inga underarter finns listade i Catalogue of Life.